# Sitio de Apamea
El sitio de Apamea fue un enfrentamiento militar librado entre el 45 y 44 a. C. en el contexto de la segunda guerra civil de la República romana.

## Antecedentes
En el 47 a. C., Cayo Julio César nombró a su primo y legado Sexto Julio César gobernador de Siria. Un año después, el équites pompeyano Quinto Cecilio Baso propagó la falsa noticia de que César había sido vencido en África, animando a la aristocracia local y las legiones ahí estacionadas a sublevarse. Por entonces César enfrentaba otra rebelión en Hispania a cargo de los hijos del difunto Cneo Pompeyo Magno. Decidió ir personalmente a sofocarla mientras enviaba refuerzos a su primo.
El general pompeyano consiguió tomar Tiro pero posteriormente es vencido y herido por Sexto en una batalla campal. Baso consiguió escapar y se dedicó a animar a los soldados de Sexto para que se amotinaran, lo que logró, siendo asesinado Sexto en el proceso a finales del 46 a. C..

## Campaña y sitio
Baso estaba refugiado en Cilicia, pero después de morir Sexto volvió a Siria con un ejército de esclavos, vasallos de los reyezuelos regionales (como el tetrarca gálata Deyótaro), partos y judíos enemigos de Antípatro de Idumea. Se hizo dueño de la provincia, organizando su propio gobierno y milicias.
Los refuerzos de César llegan a Cilicia, donde los recibe el gobernador Quinto Cornificio. Iban comandados por el nuevo gobernador para Siria, Cayo Antistio Veto, pero sufren una calamitosa derrota gracias a la intervención a favor de Baso del príncipe Pacoro I de Partia y el rey árabe Alcaudonio (aliado de los partos contra Marco Licinio Craso).
César ordenó una nueva campaña con dos ejércitos de tres legiones cada uno bajo las órdenes de Lucio Estacio Murco y Quinto Marcio Crispo más un contingente de judíos enviados por Antípatro. Baso se refugió en su cuartel general, Apamea, urbe fortificada a orillas del Orontes. No se podía asaltar, así que Murco y Crispo decidieron asediarla hasta rendirla por hambre. Esto fue a finales del 45 a. C. Baso tenía dos legiones según Estrabón y Apiano, y sólo una según las cartas de Casio a Cicerón.

## Final
El sitio se prolongó hasta la llegada de las noticias del asesinato de César. El cesaricida Cayo Casio Longino llegó con órdenes de poner fin a la guerra. Baso y Crispo recibieron una amnistía, y Murco recibe el mando de una flota y conserva su mando. Baso no vuelve a ser mencionado por las fuentes de la época y su destino es desconocido.